# Resolutie 929 Veiligheidsraad Verenigde Naties
Resolutie 929 van de Veiligheidsraad van de Verenigde Naties werd aangenomen op 22 juni 1994. Dit gebeurde met tien stemmen voor en vijf onthoudingen. 
De Veiligheidsraad stond op verzoek van Frankrijk een Franse militaire operatie in Rwanda toe, om daar veilige zones te creëren voor de vluchtende bevolking te midden van de Rwandese Genocide.

## Standpunten
Een maand tevoren had de Veiligheidsraad de VN-vredesmacht in Rwanda nog verdubbeld in omvang. Het geweld in Rwanda was echter dusdanig verergerd, dat landen die al hadden toegezegd troepen te zullen sturen hierop terugkwamen. Secretaris-generaal Boutros Boutros-Ghali had zeer veel moeite om nog manschappen bij elkaar te krijgen. Er moest zo snel mogelijk iets gebeuren en de Franse operatie zou louter van humanitaire aard en beperkt in de tijd zijn. De meeste leden zagen dan ook geen andere mogelijkheid dan het Franse voorstel te aanvaarden. Ook Rwanda zelf, dat op dat moment als niet-permanent lid in de Veiligheidsraad zat, was voorstander. Het land werd toen nog bestuurd door de Hutu, die al jarenlang een bondgenoot van Frankrijk waren.
Brazilië, China, Nieuw-Zeeland, Nigeria en Pakistan dachten dat de Franse operatie niet het beoogde effect zou hebben en bovendien de VN-vredesmacht zou ondermijnen. Hier kwam nog bij dat een van de partijen in Rwanda, met name het FPR, ertegen was gekant. De Nieuw-Zeelandse vertegenwoordiger zei dat Frankrijk zijn "energie, enthousiasme en geld" beter ter beschikking van de VN zou kunnen stellen. Dan zouden UNAMIR's problemen eensklaps van de baan zijn. Deze leden hadden zich daarom onthouden.

## Achtergrond
Vanaf de kolonisatie van Rwanda eind 19e eeuw gingen de Tutsi de veel talrijker Hutu overheersen. Nog voor de onafhankelijkheid brak etnisch geweld uit, waarbij de Hutu aan de macht kwamen en veel Tutsi het land ontvluchtten en niet meer mochten terugkeren. Daar richtten ze eind jaren tachtig het FPR op, dat in 1990 Rwanda binnen viel. Met westerse steun werden zij echter verdreven. Toch werden hieropvolgend vredesgesprekken aangeknoopt. Die leidden in 1993 tot het Vredesakkoord van Arusha.
Op 6 april 1994 kwamen de Rwandese en de Burundese president om toen hun vliegtuig werd neergeschoten. Dat was het startsein voor Hutu-milities om op grote schaal Tutsi en gematigde Hutu te vermoorden. De UNAMIR-vredesmacht van de Verenigde Naties stond machteloos. De FPR ging opnieuw in de aanval en nam in juli de hoofdstad Kigali in. Hierop vluchtten veel Hutu naar Oost-Congo, wat die regio jarenlang destabiliseerde.

## Inhoud
De Veiligheidsraad wilde het Vredesakkoord van Arusha nieuw leven inblazen. Intussen werd ook gewacht op de uitbreiding van de UNAMIR-vredesmacht. De Veiligheidsraad benadrukte dat die missie strikt humanitair en onpartijdig van aard was.
Men bleef diep bezorgd over de systematische en grootschalige moord op de bevolking van Rwanda. De internationale gemeenschap moest dringend reageren.
De Veiligheidsraad stemde in met een tijdelijke multinationale humanitaire operatie genaamd Opération Turquoise tot UNAMIR op volle sterkte was. Die operatie moest zorgen voor de veiligheid van ontheemden, vluchtelingen en burgers. Opération Turquoise moest door de lidstaten zelf worden opgezet en betaald en werd beperkt tot twee maanden. Intussen werden die lidstaten opgeroepen de nodige steun aan UNAMIR bij te dragen, zodat de missie snel kon worden uitgebreid.
De partijen in Rwanda moesten het moorden onmiddellijk beëindigen. De betrokken landen en secretaris-generaal Boutros Boutros-Ghali werden gevraagd om te rapporteren over de gang van zaken. Het eerste rapport moest er binnen vijftien dagen zijn. De secretaris-generaal moest tevens rapporteren over de uitbreiding van UNAMIR en de hervatting van het vredesproces.

## Verwante resoluties
- Resolutie 925 Veiligheidsraad Verenigde Naties
- Resolutie 928 Veiligheidsraad Verenigde Naties
- Resolutie 935 Veiligheidsraad Verenigde Naties
- Resolutie 955 Veiligheidsraad Verenigde Naties

Lijst ·  893 ·  894 ·  895 ·  896 ·  897 ·  898 ·  899 ·  900 ·  901 ·  902 ·  903 ·  904 ·  905 ·  906 ·  907 ·  908 ·  909 ·  910 ·  911 ·  912 ·  913 ·  914 ·  915 ·  916 ·  917 ·  918 ·  919 ·  920 ·  921 ·  922 ·  923 ·  924 ·  925 ·  926 ·  927 ·  928 ·  929 ·  930 ·  931 ·  932 ·  933 ·  934 ·  935 ·  936 ·  937 ·  938 ·  939 ·  940 ·  941 ·  942 ·  943 ·  944 ·  945 ·  946 ·  947 ·  948 ·  949 ·  950 ·  951 ·  952 ·  953 ·  954 ·  955 ·  956 ·  957 ·  958 ·  959 ·  960 ·  961 ·  962 ·  963 ·  964 ·  965 ·  966 ·  967 ·  968 ·  969